# 司献民

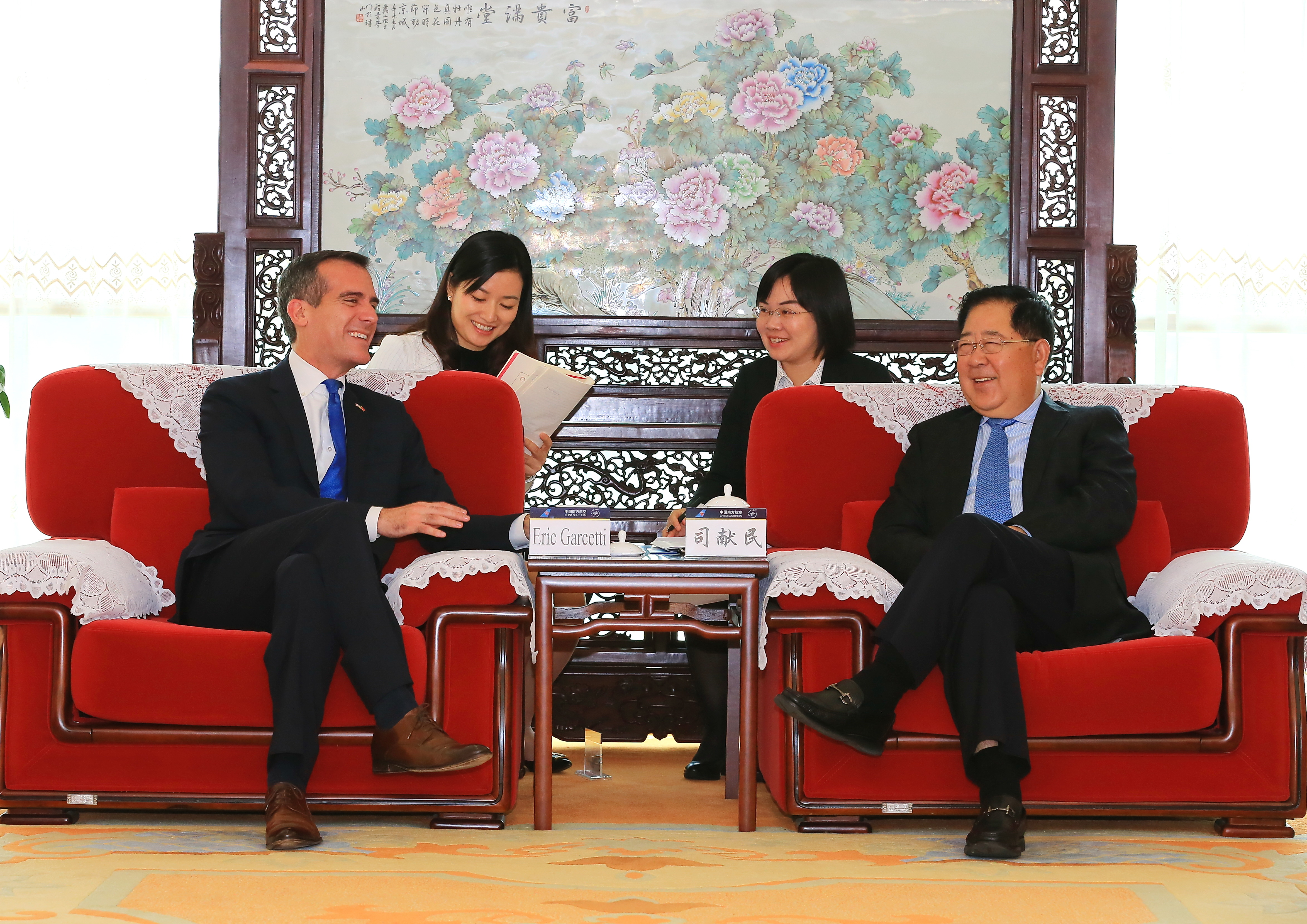
2014年11月17日，时任南航集团公司总经理、股份公司董事长的司献民（右）会见到访广州的洛杉矶市长埃里克·加塞蒂

司献民（1957年11月—），河南鲁山县下汤镇人，1975年参加工作，清华大学经管学院高级工商管理硕士，政工师。第十二届全国人民代表大会广东地区代表。曾任中國南方航空公司董事長。

## 生平
早年毕业于中国民用航空飞行学院飞行驾驶专业，1975年起参加民航工作。1992年至1998年任南航河南分公司政治处副主任、主任，1998年至2000年任民航贵州航空有限公司党委书记兼副总经理，2000年至2002年任中国南方航空股份有限公司党委副书记；2002年至2003年7月任中国南方航空股份有限公司党委副书记、纪委书记，2003年7月至2004年10月任中国南航集团公司北方公司党委书记。2004年10月任南航股份总经理，2009年1月任南航集团总经理、南航股份董事长。2013年，担任全国人大代表。

## 落马
2014年11月至12月，中央第一巡视组对南航集团进行专项巡视，发现南航集团司献民带头公款打高尔夫球的问题。司献民避重就轻，主动交代部分问题，试图蒙混过关。2015年11月4日，中央纪委监察部网站宣布，中国南方航空集团公司党组副书记、总经理，中国南方航空股份有限公司董事长司献民涉嫌严重违纪，目前正接受组织调查。事发前的10月27日，在南航集团党组举行的中心组集体学习活动上，司献民学习了中共中央发布的新版《中国共产党廉洁自律准则》和《中国共产党纪律处分条例》。司献民也是中共十八大后第一个在民航界落马的首位副部级高官。因涉嫌严重违纪，2015年12月30日，广东省第十二届人大常委会第二十二次会议接受其辞去第十二届全国人民代表大会代表职务。
2016年2月3日，中纪委通报称司献民已被双开。9月26日，最高人民检察院发布消息：中国南方航空集团公司原党组副书记、总经理司献民涉嫌受贿一案，由最高人民检察院指定广东省人民检察院侦查终结后，移送广东省深圳市人民检察院审查起诉。深圳市人民检察院已向深圳市中级人民法院提起公诉：被告人司献民利用担任中国南方航空集团公司总经理、中国南方航空股份有限公司总经理、董事长等职务上的便利，为他人谋取利益，非法收受他人巨额财物，依法应当以受贿罪追究其刑事责任。
2017年4月28日，深圳市中级人民法院一审宣判，司献民非法收受财物共计折合人民币789.2777万元，依法以受贿罪判处有期徒刑十年六个月，并处罚金人民币100万元；对其受贿所得予以没收，上缴国库。司献民当庭表示服判，不上诉。